# Euphrasia brevipila
Euphrasia brevipila là loài thực vật có hoa thuộc họ Cỏ chổi. Loài này được Burn. & Gremli mô tả khoa học đầu tiên.

## Hình ảnh

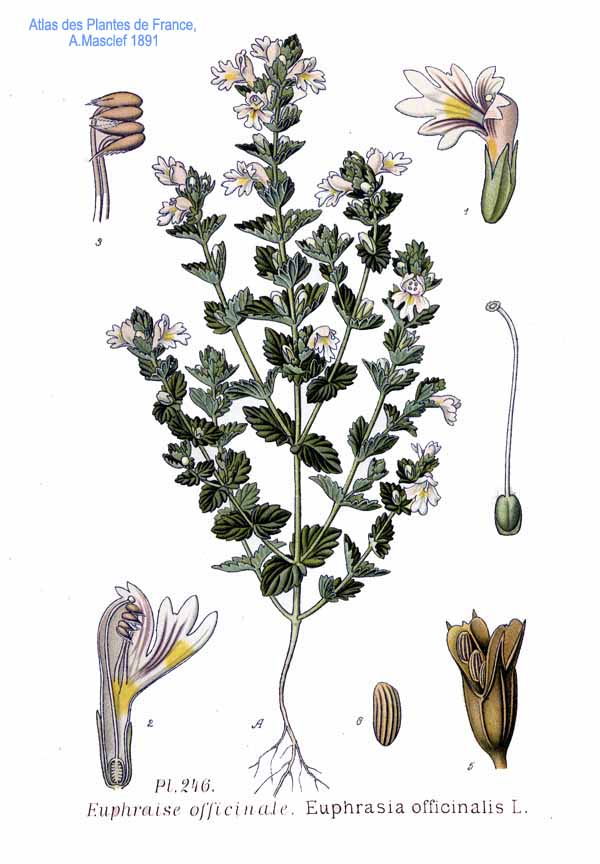
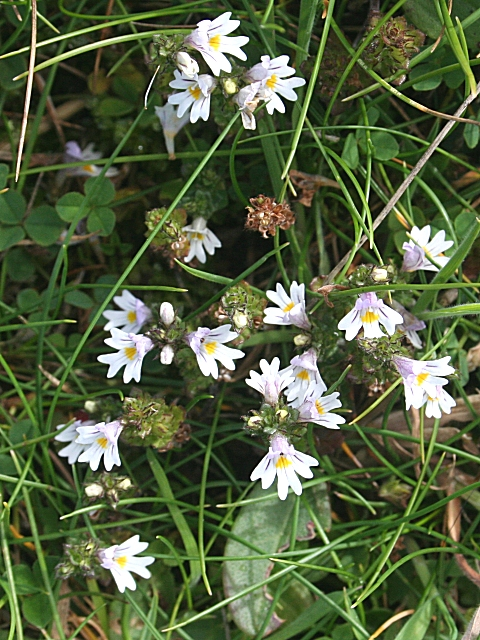